# Pamphagulus lepineyi
Pamphagulus lepineyi is een rechtvleugelig insect uit de familie Dericorythidae. De wetenschappelijke naam van deze soort is voor het eerst geldig gepubliceerd in 1941 door Lucien Chopard.